# كارل أ. ويلي
كارل أ. ويلي (بالإنجليزية: Carl A. Wiley)‏ هو رياضياتي أمريكي، ولد في 30 ديسمبر 1918 في برينستون في الولايات المتحدة، وتوفي في 21 أبريل 1985 في Westchester, Los Angeles ‏ في الولايات المتحدة.